# 7739 Čech
7739 Čech eller 1982 CE är en asteroid i huvudbältet som upptäcktes den 14 februari 1982 av den slovakiske astronomen L. Brožek vid Kleť-observatoriet. Den är uppkallad efter den tjeckiske matematikern Eduard Čech.
Asteroiden har en diameter på ungefär 4 kilometer.